# Església de Sant Bartomeu (Ferreries)
L'església de Sant Bartomeu és una església del poble de Ferreries, a Menorca, que va ser construïda durant el segle xviii i es va finalitzar l'any 1770.
El portal noble té forma d'arc de mig punt, amb una porta rectangular. La torre del campanar fou construïda el 1884 segons disseny del bisbe Mercader. A cada banda de la torre es van aixecar estàtues de fang de la imaginària religiosa que, amb el temps, han desaparegut. De la part alta de l'edifici excel·leix un absis amb finestrals rectangulars.
La nau central té forma de creu i en ambdós costats es troben les capelles. La més important és la del Santíssim. Adossada al temple hi ha la casa rectoral, i al darrere d'aquesta hi havia l'ossera i l'hort de la parròquia, part dels terrenys del qual van ser absorbits per l'eixample urbà.